# حكومة سليم الحص الثالثة
الحكومة اللبنانية الثامنة والخمسون بعد الاستقلال والأولى بعهد الرئيس إلياس الهراوي، وهي ثالث حكومة يترأسها سليم الحص، وهي الحكومة الأولى بعد اتفاق الطائف.
كلف الحص بتشكيل الحكومة بموجب المرسوم رقم 1 بتاريخ 25 تشرين الثاني / نوفمبر 1989، وشكلت بموجب المرسوم رقم 2 بذات التاريخ. وتكونت الحكومة من 14 وزيراً وللمرة الأولى مناصفة بين المسلمين والمسيحيين بموجب اتفاق الطائف. استقالت الحكومة بتاريخ 24 كانون الأول / ديسمبر 1990.

## أعضاء الحكومة
- سليم الحص: رئيساً لمجلس الوزراء ووزيراً للخارجية والمغتربين.
- ميشال ساسين: نائباً لرئيس مجلس الوزراء ووزيراً للعمل.
- نبيه بري: وزيراً للإسكان والتعاونيات ووزيراً للموارد المائية والكهربائية.
- وليد جنبلاط: وزيراً للأشغال العامة والنقل.
- إدمون رزق: وزيراً للإعلام ووزيراً للعدل.
- نزيه البزري: وزيراً للاقتصاد والتجارة.
- جورج سعادة: وزيراً للبريد والمواصلات السلكية واللاسلكية.
- عمر كرامي: وزيراً للتربية الوطنية والفنون الجميلة.
- إلياس الخازن: وزيراً للداخلية.
- ألبير منصور: وزيراً للدفاع الوطني.
- محسن دلول: وزيراً للزراعة.
- عبد الله الراسي: وزيراً للسياحة ووزيراً للشئون الاجتماعية ووزيراً للصحة العامة.
- سورين خان أميريان: وزيراً للصناعة والنفط.
- علي الخليل: وزيراً للمالية.

## وصلات خارجية
- موقع رئاسة مجلس الوزراء الرسمي